# مبرهنة القرد اللامنتهية

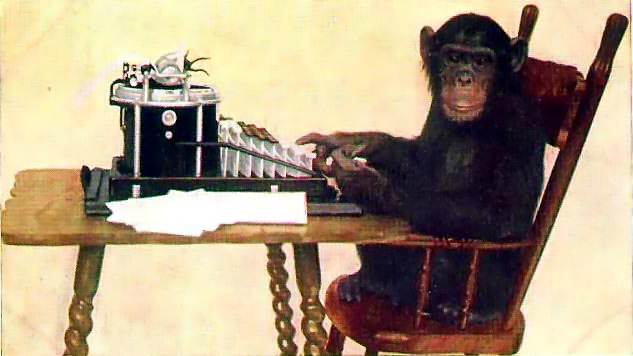
إذا أعطينا القرد وقتا كافيا للطباعة بشكل عشوائي فمن المؤكد تقريبا أن ينتج إحدى مسرحيات شكسبير أو أي نص آخر

تقول مبرهنة القرد اللامنتهية أو نظرية القرد اللامحدودة إن قردًا يطبع على آلة كاتبة بشكل عشوائي ولمدة غير محدودة، سينتج وبشكل شبه مؤكد نصًا معينًا مثل الأعمال الكاملة لشكسبير. وتعبير شبه مؤكد هنا عبارة رياضياتية ذات معنى محدد، والقرد ليس حقيقيًا بل يقصد به آلة تنتج نصًا عشوائيًا مكوناً من أحرف بشكل غير محدود. تظهر النظرية مخاطر التفكير المنطقي، عبر تخيل عدد ضخم لكنه محدود وبالعكس. إن احتمال أن يطبع قرد نصًا بطول مسرحية هاملت ضئيل جدًا، بحيث لو أجريت التجربة خلال مدة تبلغ عمر الكون فالاحتمال ضئيل جدًا لكنه ليس صفرًا.
هناك في روايات أخرى للنظرية عدد غير محدود من القردة مع تنوع النص من مكتبة كاملة إلى جملة واحدة. تعود الفكرة في جذورها إلى أرسطو وشيشرون مرورا بباسكال وجوناثان سويفت.
وفكرة القرود الطابعة منتشرة اليوم. وقد قام موقع (محاكاة قرود لشكسبير) بتجربة أنتجت 24 حرفا من شكسبير. وأجريت عام 2003 تجربة فكاهية باستخدام ستة قردة لكن نتاجها الأدبي كان خمس صفحات مؤلفة تقريبا من الحرف S.